# Akwid
Akwid is een Mexicaanse hiphopgroep. De groep is afkomstig uit Jiquilpan, Michoacan.

## Discografie

### Albums
- Proyecto Akwid, 2003
- Komp 104.9 Radio Compa, 2004
- Los Aguacates de Jiquilpan, 2005
- E.S.L, 2006
- La Novela, 2008
- Clasificado "R", 2010
- Revolver, 2013
- El Atraco, 2019?[2]

- Library of Congress Control Number: no2005052271
- MusicBrainz: c74c0b21-a09a-4ec9-8ea0-524dbf0f009b
- Virtual International Authority File: 155129993